# Сім радостей Марії
«Сім радостей Марії» (1480) — картина Ганса Мемлінга, найбільшого фламандського живописця другої половини XV століття. Наразі зберігається в зібранні Старої пінакотеки у Мюнхені, Німеччина.

## Історія полотна
Це полотно було написано на замовлення Петера Бейтлінка і його дружини для вівтаря у церкві Богоматері (Фрауенкірхе) у Брюгге. Близько 1780 року полотно було подаровано австрійському губернатору Брабанта, пізніше сім'ї Боарне, потім містеру Бірону у Лакені. 1813 року потрапило до колекції Боссері. Придбано Людвігом I.

## Опис
Перед художником стояло серйозне завдання: у межах однієї величезної дошки зобразити вісімнадцять різних епізодів із життя Марії і Христа. Мемлінг заповнює усю площину зображення видом гірської місцевості, взятої ніби з пташиного польоту.
Перед глядачем відкривається пересічений ландшафт, що складається з пагорбів, хатин і будинків із куполами і вежами, позаду яких розкинулося море і біліють, немов голівки цукру, гори. Дивним чином, у ландшафті присутньо мало зелені, але більше бежевих і коричневих тонів, нанесених, однак, настільки м'яко, що незліченні маленькі фігурки, вбрані у яскраві червоно-сині шати, добре помітні на цьому тлі.
Це волхви прийшли зі сходу для поклоніння — найбільша сцена у центрі картини. До цього зображена зустріч волхвів з Іродом, який від свого палацу вказує шлях через ущелину їм і їх свиті. Також зображений їх зворотний шлях і сцена побиття немовлят.
Насправді, не сім, а двадцять християнських релігійних сцен вплетені у ландшафт полотна: Благовіщення, Різдво, поклоніння пастухів, зірка, що з'явилася волхвам, відвідування волхвами Ірода, дорога туди і назад, поклоніння волхвів, побиття немовлят, втеча Святого Сімейства до Єгипту, спокуси Христа, Воскресіння, Не торкайся до Мене, Христос в Еммаусі, Петро на морі, явище Христа Марії, Вознесіння, Трійця, Успіння і Вознесіння Діви Марії. Варто відзначити, що в англійській літературі ця картина має назву Advent and Triumph of Christ — «Пришестя і Тріумф Христа».
Сцени тематично і хронікально непослідовні, але, з художньої точки зору, рішення дуже гармонійне і витончене.

## Зразковий ученьВейдена
Мемлінг написав це полотно, згідно напису на старій рамі, у 1480 році. Він був зразковим учнем Рогіра ван дер Вейдена, що явно підкреслюють кольори і композиція картини. Однак, у нього в картині не відчувається тієї строгості і релігійної сили, яка була настільки властива роботам його вчителя. Талант Ганса Мемлінга полягає в образній життєлюбній розповіді, яка, однак, не здатна викликати сильні емоції, хвилювати. У м'якості і витонченості полотна добре проглядається його рейнське коріння, хоча він і є представником нідерландського стилю живопису.